# Auguste Suchetet
Auguste Edme Suchetet est un sculpteur français né  à Vendeuvre-sur-Barse (Aube) le 3 décembre 1854, et mort à Paris, 14e, le 15 mai 1932.

## Biographie
Le père d'Auguste Suchetet est maçon à Vendeuvre-sur-Barse. Léon Moynet, propriétaire de la manufacture d'art chrétien de la commune remarque Auguste Suchetet alors qu’il travaille avec son père à l’extension des bâtiments et l’engage comme apprenti. Ayant apprécié l’habileté du jeune homme pour ses dons de sculpteur, il l’encourage à suivre l’enseignement de l'École des beaux-arts de Lyon où il se forme entre 1873 et 1874.
À Lyon, il connaît des moments difficiles et ses maigres revenus comme statuaire dans des ateliers d’art religieux ne lui permettent pas de manger tous les jours.
Ayant obtenu une bourse du département pour poursuivre ses études, il s’inscrit à l'École des beaux-arts de Paris, où il est l’élève de Jules Cavelier et de Paul Dubois entre 1875 et 1880.
En 1878, Auguste Suchetet obtient une mention honorable au prix de Rome et débute au Salon des artistes français où il obtient, en 1880, le prix du Salon avec Biblis changée en source : il est désormais classé hors concours. Ce prix accorde une bourse de voyage pour trois ans à son titulaire. Il se rend en Italie accompagnée de sa compagne souffrante en espérant que le soleil viendrait à bout que son « mal de poitrine » ; elle mourra l’année suivante à Paris. Suchetet restera toute sa vie célibataire « vivant alors dans une trop grande liberté, génératrice bien souvent, d’un certain désordre matériel et moral ».
Il est membre du jury de l'Académie des beaux-arts de Paris, pour la section de la sculpture, en 1895.
Vers 1913, il délaisse la sculpture pour le pinceau mais il revient au Salon de 1918 avec son allégorie Le Rhin et le Médaillon.
Auguste Suchetet meurt à son domicile parisien avenue du Maine, en mai 1932.

## Œuvres
- Le Nid d’Amour (Salon de 1911), statue en marbre acquise par l'État pour la ville de Lyon, œuvre transférée en 1955 dans le jardin de la mairie de La Roche-sur-Yon.
- Biblis changée en source, prix du Salon 1880, acquise par le baron de Rothschild.
- Aux Vendanges, Faune jouant avec un masque, 1884, statue en plâtre, présentée à l'Exposition universelle de 1889. Marbre conservé au musée des beaux-arts de Troyes.
- Allégorie de la Navigation, statue ornant la façade de l’hôtel de ville de La Rochelle. commencée en 1882, cette œuvre, commandée par le ministère des beaux-arts, ne fut achevée qu'en 1886 et érigée en 1888.
- Le Commerce maritime ornant la façade de l'hôtel de ville de La Rochelle.
- Nymphe à la coquille, 1891, marbre, d'après Antoine Coysevox, jardin de Versailles dans la demi-lune du parterre de Latone.
- Buste de Pierre Dupont, 1899, biscuit de Sèvres. À Lyon, un buste de Pierre Dupont fontaine des Chartreux (monument réalisé par G. André, architecte).
- Monument à Joséphin Soulary, exécuté avec l'architecte Jean Bréasson, ce monument est érigé en 1895 place Chazette à Lyon. Le bronze a été envoyé à la fonte sous le régime de Vichy en 1942, dans le cadre de la mobilisation des métaux non ferreux[5].
- Le Baron Charles Davillier, buste en marbre, Paris, musée d'Orsay.
- Le Docteur Léon Tripier[6], buste en plâtre, musée des beaux-arts de Lyon.
- Le Docteur Raymond Tripier[7], buste en pierre, musée des beaux-arts de Lyon.
- Carlotta Grisi, 1895, buste en plâtre, musée de Clamecy.
- Buste de M. Farjon père, 1892, terre cuite, don de François Eugène Farjon au musée des beaux-arts de Troyes.
- L'Art égyptien[8],[9], 1900, pierre, façade du Grand Palais à Paris.
- Les Mathématiques, 1905, façade de la Sorbonne à Paris.
- Le Rêve de Psyché, Salon de 1906.
- Enfant nu, étude en plâtre d'un nourrisson nu, assis, musée des beaux-arts de Troyes.
- Sans Souci, 1908, mairie de Vendeuvre-sur-Barse[10].
- Le Rhin et le Médaillon de Jean Julion, 1918, cimetière de Ville-d'Avray.
- La Physiologie et la Pathologie, école nationale vétérinaire de Lyon.
- Monument à Jules Joffrin, 1891, Paris, cimetière du Père-Lachaise.
- Léon Darsonval, 1930, statue en plâtre, musée des beaux-arts de Troyes.
- Le Rapt, Salon de 1903, groupe relié en marbre. La ville de Paris fit l’acquisition du groupe en plâtre et passa la commande en marbre. En 1907, Suchetet fit exécuter, pour la ville de Troyes une réplique en bronze qui fut érigée square de la Préfecture. En 1942, la statue fut envoyée à la fonte, dans le cadre de la mobilisation des métaux non ferreux. En 1949, la ville de Paris céda à la ville de Troyes le groupe en marbre qu’elle possédait, précédemment érigé place Langevin[11],[12], il est désormais au milieu de la fontaine sur la place de la Libération rénovée en 2011.

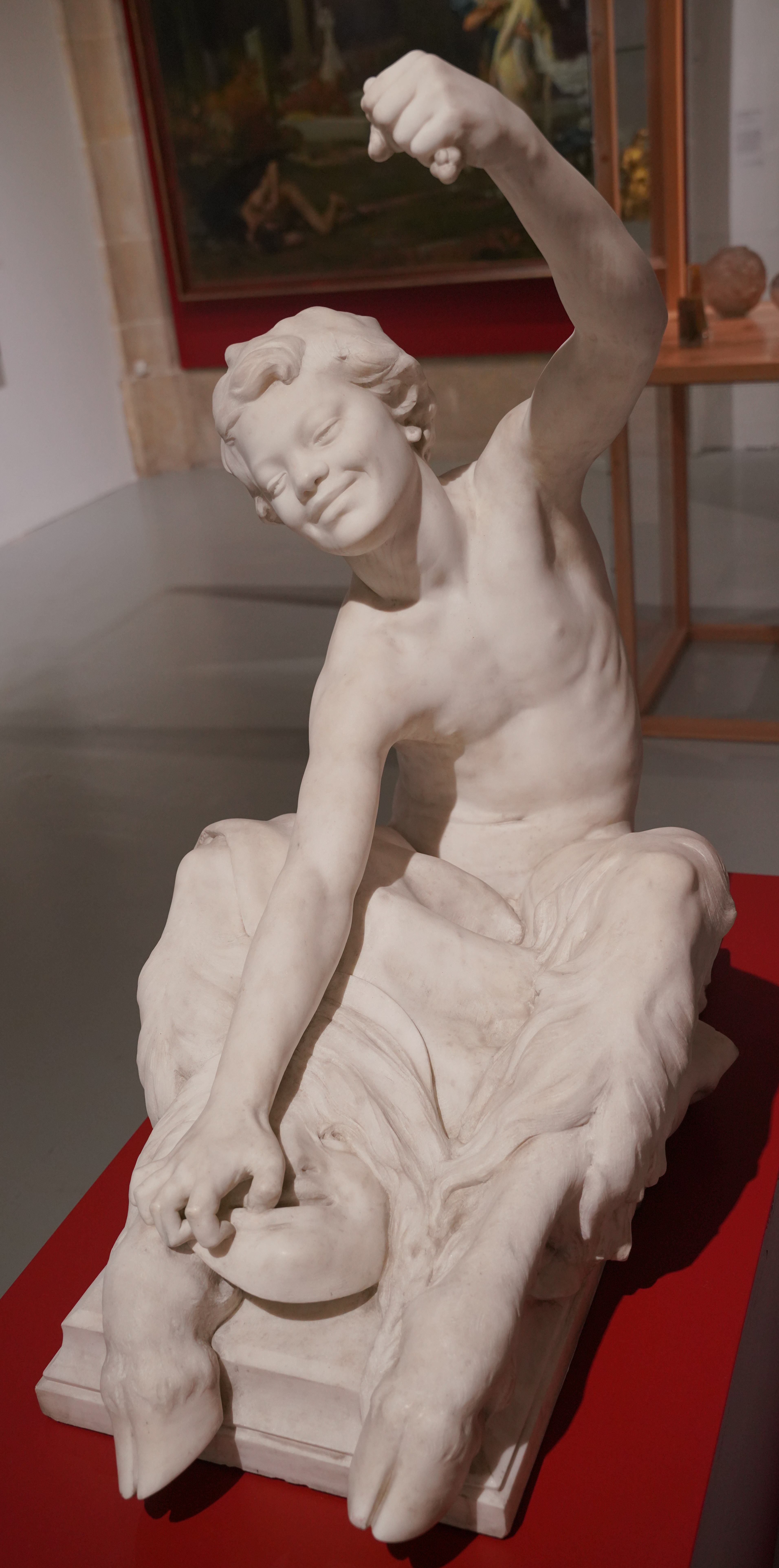
Aux vendanges (après 1884), Troyes Musée des Beaux Arts
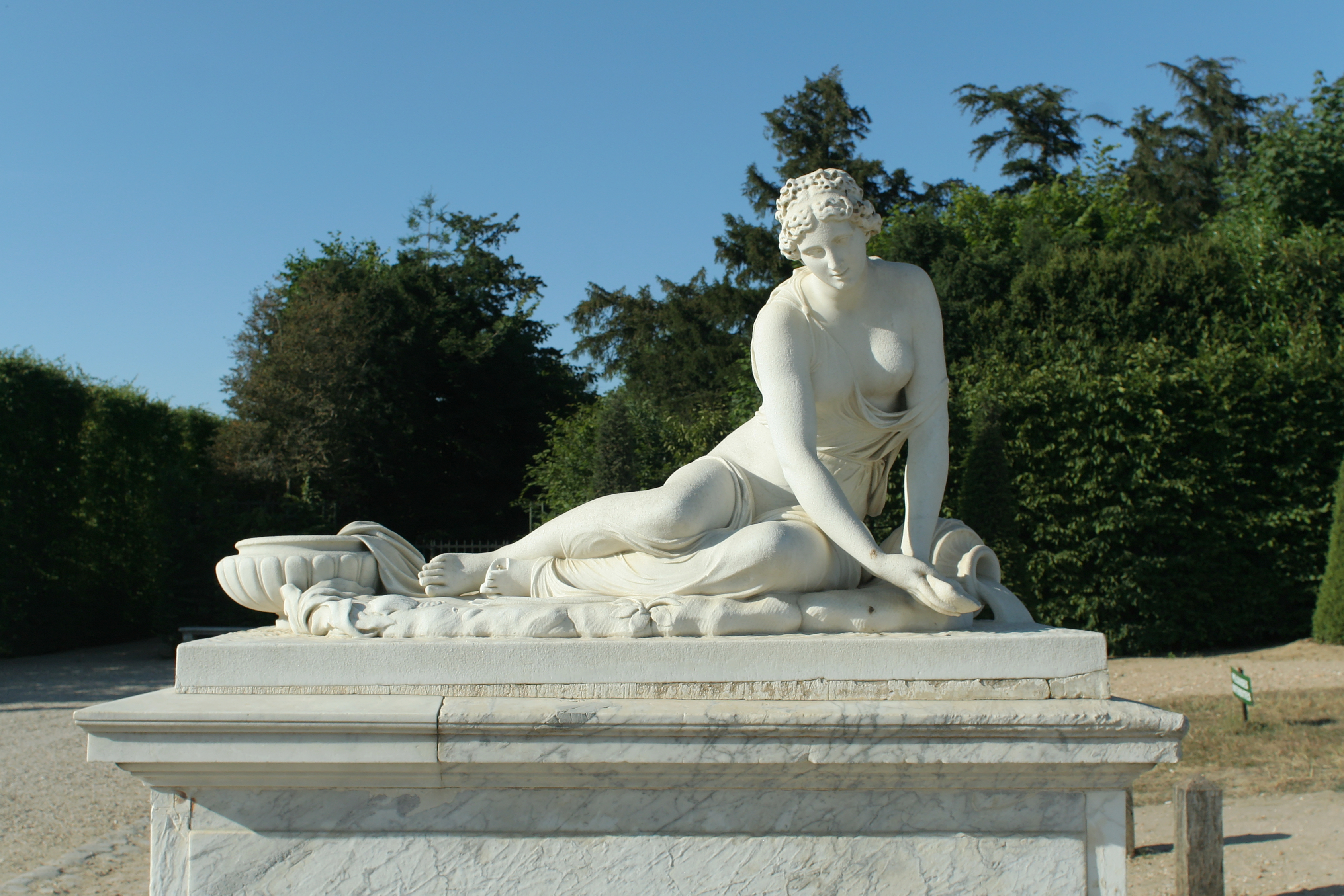
Nymphe à la coquille (1891), d'après Antoine Coysevox, Versailles parterre de Latone
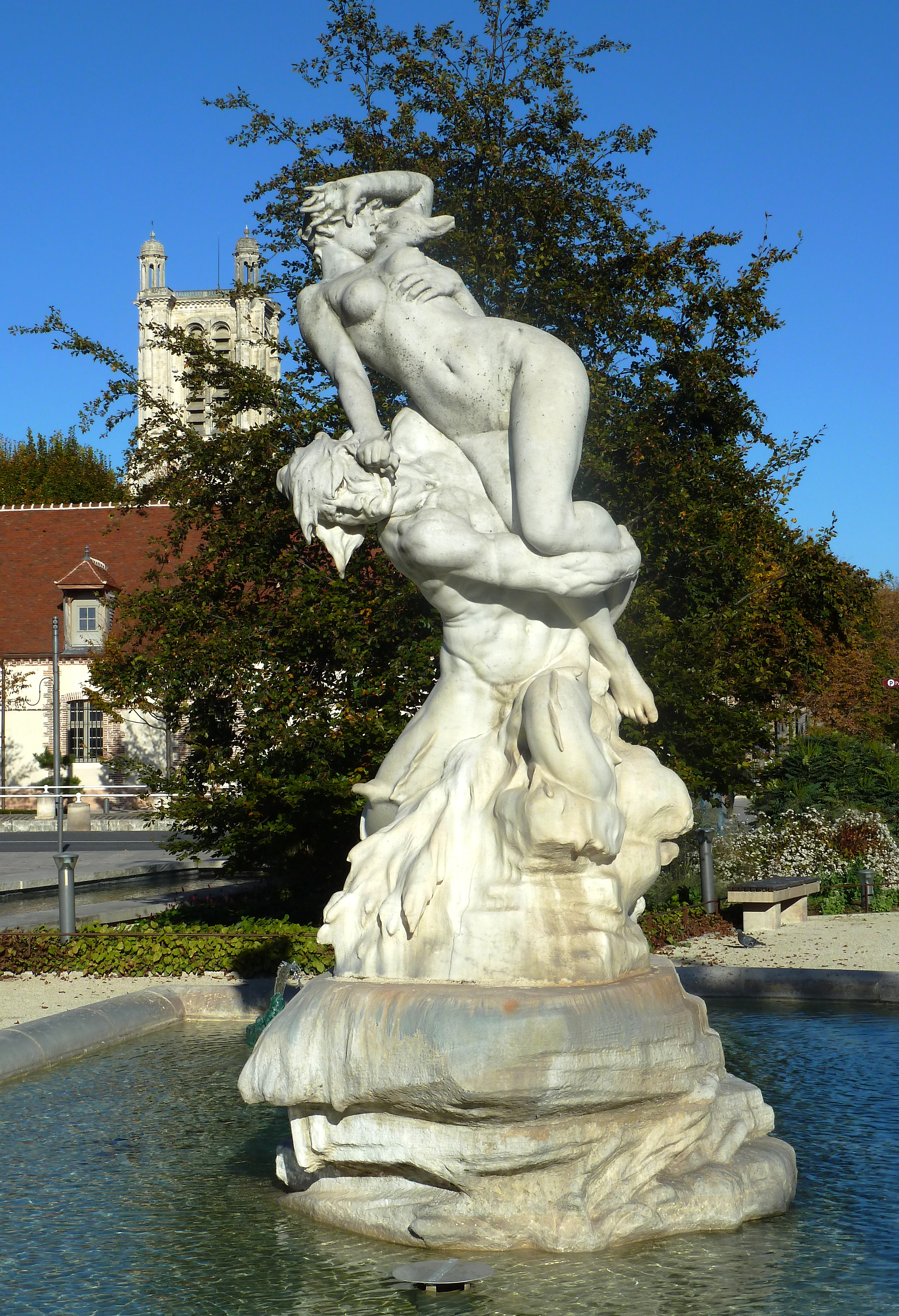
Le Rapt (1904), Troyes

## Récompenses
On lui décerne une médaille d'or à l'Exposition universelle de 1889 ainsi qu'à celle de  1900.

## Distinction
- Chevalier de la Légion d'honneur en 1895[13].